# 夏色の砂時計
『夏色の砂時計』（なついろのすなどけい）は、2002年5月30日にプリンセスソフトより発売されたPlayStation 2用恋愛アドベンチャーゲーム。また、2003年1月24日にはBerriesよりWindows 98 - XP版『夏色の砂時計 for Windows』（18歳未満販売禁止）が発売されているほか、日本では発売されていないが米国ではDVDPG版『Hourglass of Summer』がヒラメキインターナショナルより発売されている。

## 概要
本作は、それまでPCから家庭用ゲーム機への移植作品中心であったプリンセスソフト初のオリジナル作品である。
発表当初はタイトル未定であり、『電撃G'sマガジン』2002年2月号にて提示された4つの案の中から読者の投票で選ばれた。なお、採用されなかったタイトル案は「Tomorrow/Yesterday」「One day」「ラビリンス」である。

## ストーリー
主人公・牧村耕太郎は夏休みの直前に芹沢香穂へ告白する決意をした。ところが、その日の晩に不審な人影とぶつかって意識を失い、気が付くと9月1日になっていた。他の生徒の話では、夏休みの間に耕太郎と香穂は両想いになったがその香穂は昨日……8月31日に不慮の事故でこの世を去ったのだと言う。
耕太郎はただ呆然とするばかりであったが、目が覚めると再び夏休み前に戻っていた。耕太郎は戸惑いつつも、今から行動すれば香穂が事故に巻き込まれないで済むかも知れないと言う希望を胸に、時間移動の旅へ足を踏み入れる。

## 登場人物
声優は「PS2版及びOVA / Windows版」の順に記載。
牧村 耕太郎（まきむら こうたろう）
声：荻原秀樹 - PS2版・OVAのみ
主人公（名前変更不可）。時間移動の能力を身に付けたことで香穂が不慮の事故に巻き込まれる最悪の未来を回避する為に行動する。
芹沢 香穂（せりざわ かほ）
声：水樹奈々 / 榊るな
演劇部長で、校内のアイドル的存在。画家である父親と丘の上にある豪邸で2人暮らしをしている。趣味はバレエ。
瀬能 あい（せのう あい）
声：倉田雅世 / 天野みなみ
サッカー部マネージャー。耕太郎とは幼馴染みで、香穂の同級生でもある。明るく人懐っこい性格。やや病弱。
川村 真魚（かわむら まな）
声：愛河里花子 / 笹野葉月
水泳部員。高飛び込みが専門だが、耕太郎は真魚が近く、選手生命に関わる重傷を負うことを知ってしまう（なお、PC版については、マニュアルのローマ字標記が「MAO」となっている）。
柳原 朋美（やなぎはら ともみ）
声：井上喜久子 / 高橋雪乃
理科教師。超常現象の研究が趣味で、耕太郎の時間移動能力を「デイドロップ」と命名する。
リージェン
声：折笠富美子 / 一宮桜
タイムパトローラー。のりが軽く何事もいい加減。耕太郎が時間移動能力を身に付けてしまったことと関係しているらしい。

## スタッフ
- シナリオ：童本桜（PS2版） / 白夜（Windows版）
- キャラクターデザイン・原画：村上水軍

### 主題歌
オープニングテーマ「went away」
歌：KOTOKO
エンディングテーマ「未来この星で」
歌：水樹奈々（PS2版） / 藤谷美里（Windows版）

## OVA
ケイエスエスより発売。全2巻。

### スタッフ
- 原作 - PrincessSoft（PS2『夏色の砂時計』）
- 監督 - 岡尾貴洋
- シリーズ構成 - 静谷伊佐夫
- キャラクターデザイン - 新田靖成
- 美術監督 - 宮前光春
- 色彩設定 - のぼりはるこ
- 撮影監督 - 所俊克
- 編集 - 岡田輝満
- 音楽 - 酒井良、大田雄一
- 音響監督 - 飯塚康一
- 音楽プロデューサー - 志倉千代丸、斎木隆
- プロデューサー - 橋本昭彦、中西孝、大口豊（2話）
- アニメーション制作 - ピクチャーマジック、陸演隊
- 製作 - ケイエスエス、ピクチャーマジック

### 主題歌
オープニングテーマ「Drive away dream」
作詞・作曲 - 志倉千代丸 / 編曲 - 磯江俊道 / 歌 - 水樹奈々
エンディングテーマ「はじめての夏」
作詞・作曲 - 桃井はるこ / 編曲 - 小池雅也 / 歌 - UNDER17

### 各巻リスト
| 巻数 | サブタイトル     | 発売日        | 脚本       | 絵コンテ | 演出   | 作画監督 |
| ---- | ---------------- | ------------- | ---------- | -------- | ------ | -------- |
| 1    | 砂に埋もれた真実 | 2004年4月23日 | 静谷伊佐夫 | 大沼心   | 大沼心 | 村井孝司 |
| 2    | その永遠の1秒に  | 2004年7月23日 | 静谷伊佐夫 | 所俊克   | 大沼心 | 村井孝司 |

## 関連商品

### CD
- 夏色の砂時計 サウンドコレクション（2002年6月5日、SCDC-00186）サイトロン・デジタルコンテンツ
- went away/未来この星で（2002年12月28日、SCDC-10015）サイトロン・デジタルコンテンツ
- OVA 夏色の砂時計 サウンドコレクション（2004年7月22日、KDCA-0001）サイトロン・デジタルコンテンツ

### 関連書籍
- 夏色の砂時計 アンソロジーコミック（エンターブレイン）ISBN 4757710208
- 夏色の砂時計 ビジュアル♥サウンドファンブック（エンターブレイン）ISBN 4757714440

### ノベライズ
岡崎いずみ・著、岩本幸子・画。ファミ通文庫（エンターブレイン）・刊。
1. 夏色の砂時計 2002年7月初版 ISBN 4757709315
2. リージェンの時間  2003年1月初版 ISBN 4757712871